# 大江报
《大江报》前身为《大江白话报》，於1910年12月14日创刊于汉口，是湖北革命黨创办的第二个机关报。1911年1月31日，删去“白话”二字，改称《大江报》。《大江报》改用文言文，日出两大张，以“提倡人道主义，发明种族思想，鼓吹推倒满清罪恶政府”为办报主旨。由詹大悲任主笔，何海鸣任副主笔，查光佛、梅宝玑等为编辑。革命党人居正、田桐、温楚珩、蒋翊武等人积极为之撰稿。

## 历史

### 背景

#### 《商务报》被封
当时汉口有《商务报》，该报创刊于1909年10月，原为一张商业报纸，后因故停业。詹大悲经多方筹资接手并改造此报，以此报作为宣传革命的利器。1910年4月长沙发生抢米风潮，清当即调湖北新军入长沙协助镇压。革命党人计划乘此时机举事，由刘复基、查光佛在四十一标与黄申芗等计划发难，命陆军特别学堂孙昌复自汉口潜运炸弹入省城，不幸被清吏侦知，黄申芗逃向上海，林兆栋、黄孝霖逃向四川，《商务报》被查封。

#### 胡为霖的加入与离开
《商务报》被查封后，詹大悲等革命党人决心重新组建革命舆论媒体。正好宛思演之同乡胡为霖，颇有财产，对于革命也很赞成，愿意出资三千元办报，以自任经理为条件。1910年4月在汉口詹大悲与何海鸣商量，将何海鸣所办的《大江》、《白话》两日刊改为《大江白话报》，胡为霖任经理，詹大悲任总编辑、何海鸣任副总编。汉口《大江白话报》创刊时为一日一刊。办报宗旨为“人群道德，社会真理，国民常识，除仇反奸”。吴一狗事件后，报社经理胡为霖的父亲担心事态扩大，即将其子召回，报社于是陷于停顿。

### 创刊
胡为霖离开后，詹大悲另筹资金3000元接办该报，于1911年1月31日将《大江白话报》更名为《大江报》，重新出版。馆址在汉口新马路52号。每日出二大张，由大成印刷公司印刷，“攻刺时政，鼓吹革命不稍讳”。改组后的《大江报》由詹大悲任总经理兼总编辑，何海鸣、居正、查光佛、宛思演、梅宝玑、温楚珩、黄侃、凌大同等参加编辑或撰稿。报社成员大部分为文学社社员。

### 办报
《大江白话报》创刊不久，革命团体文学社成立，它便成为了文学社的机关报，以“增进人群道德，提倡社会真理，灌输国民常识”为宗旨，积极进行革命宣传。改称《大江报》后，使用文言文办报，声明“提倡人道主义，发明种族思想”，明确提出推翻满清政府主张。

### 停刊

#### 导火线“吴一狗事件”
1911年1月21日，人力车夫吴一狗在汉口英租界路遇一英保正(巡捕),吴即询其要坐车否，保正并不回答，仅用棍向其车一击，吴疑保正欲坐车，遂将车放下。不意车轮误触保正之足，保正怒，即击吴一棍，吴扑倒在地。方欲挣起，又被保正足踢数下，旋即毙命。有4华人见之，颇为不平，保正又将此4人拘送巡捕房管押。由此引起了汉口3000余人力车夫的罢工,却遭到清政府的镇压。清政府完全站在洋人一边，诬蔑汉口人力车夫罢工“虽系误会生衅，难保无匪徒从中煽惑，乘机滋拢”，并令湖北军政当局“加意防范弹压，毋令再生事端” 。清政府偏袒洋人，镇压民众的态度，激起了武汉舆论界的严厉谴责。《大江报》率先对吴一狗事件作了真实的报道，“不为隐讳，一般社会颇为欢迎” 。

#### 第一次被查封
《大江报》敢于大胆揭露吴一狗事件的真相，已使清政府如鲠在喉，而后又接连对顽固派官僚盛宣怀、端方展开抨击。并发表副编辑何海鸣题为《亡中国者和平》的时论，指出立宪派叩头上书的改良主义无补于事，警告国民如不立刻起来革命必将招致亡国无疑。文中说：“政府守和平，即示割让之意。国民不甘，伏阙上书，不足以动政府，有时大张联合之雄风，倡言种种不承认，不纳税之要挟，然亦藏头缩尾，其和平更甚于政府之对外人”。仅隔数日，《大江报》又推出署名“奇谈”(即黄侃，字季刚。辛亥革命的先驱者之一)的《大乱者救中国之妙药也》。此文刊出，轰动一时，深为革命人士所欢迎。文中直言“中国情势，事事皆现死机，处处皆成死境。……此时非有极大之震动。激烈之改革，唤醒四万万人之沉梦，亡国奴之官衔。行见人人欢戴而不自知耳。和平改革既为事理所必无，……故大乱者,实今日救中国之妙药也……” 。这更引起清政府的极端仇视与恐慌。瑞便以“宗旨不纯，立意嚣张”、“淆乱政体，扰害治安”的罪名，下令立即将《大江报》封闭。8月1日晚上，汉口巡警二区区长军兆镇率领所部巡警数十人，如临大敌般地包围了报社，逮捕了詹大悲和何海鸣。詹、何两人都被判处十八个月徒刑。《大江报》被勒令停刊。审讯之时，法官问:“此稿从何而来，系何人所作？”詹答曰：“此稿经我过目，不能问作稿之人……一切责任均归我负。”法官又问：“汝登此项时评是何意思？”詹答曰：“国民长梦不醒非大乱不足以惊觉，望治情殷，故出此忿激之语。”法官再问：“汝所登时评中有和平改革之无望一语，明明是淆乱政体，扰害治安。”詹答曰：“试问政府近年外交，均用和平手段,如片马永租外人，丧权辱国，莫此为甚，反美其名词曰和平解决。又试问立宪之诏旨是和平而来？抑是因乱而来？”詹大悲义正辞严，法官不能语。

#### 复刊
武昌起义汉口光复后，詹大悲、何海鸣被营救出狱，旋出面组织汉口军政分府，仍然十分重视舆论宣传工作，积极组织报社。袁世凯窃国后，武汉人民怀念大江报，渴望以此监督政府。 詹大悲、何海鸣于 1912年 6 月 1 日，在汉口后花楼街重组《大江报》，何海鸣任经理，凌大同、戴天仇（即后来成为国民党头号理论家的戴季陶）为主笔，将《大江报》再次推到了革命的风口浪尖。

#### 第二次被查封
《大江报》复刊后不久，就刊登了社会党首领江亢虎的一篇宣扬“社会主义”的文章，并配合时评，大肆宣扬。 黎元洪即据此为口实，大举镇压革命党人，耸人听闻地指责 《大江报》“专取无政府主义，为乱党秘密机关，擅造妖言，摇惑人心，废婚姻之制度，灭父子之大伦，无国家、无家族、无宗教、无男父。近乃益肆猖狂，毫无忌惮，至有除去政府，取消法律之邪说，实属大逆不道，悖谬已报。”1912年8月8日，《大江报》遭到军警查封，并通电缉拿何海鸣、凌大同归案，“就地正法”。事发后，何海鸣被迫逃往上海避难，凌大同不幸被捕。9月，黎元洪以不宣布真实姓名和罪状的法西斯手段，将凌大同杀害。

## 主要内容及思想
《大江报》为资产阶级革命团体文学社的机关报, 以“提倡人道主义，发明种族思想，鼓吹推倒满清罪恶政府”为办报主旨。编辑者是文学社重要成员詹大悲和何海鸣。在他们的主持下,这张报纸成了文学社鼓吹反清革命的主要舆论阵地。“日著论攻刺时政,鼓吹革命不稍讳” ，影响颇广。
1911年7 月 17 日《大江报》刊登的何海鸣的著名时评《亡中国者和平也》，略谓：

“政府守和平，即示割让之意。 国民不甘，伏阙上书，不足以动政府。 有时大张联合之雄风，倡导种种不承认、不纳税之要挟，然亦藏头缩尾，其和平更甚于政府之对外人”。

1911年7月26日《大江报》上发表的国学大师黄侃所写的《大乱者，救中国之妙药也》，全文如下：

中国情势,事事皆现死机,处处皆成死境，膏肓之疾,巳不可为。然犹上下醉梦,不知死期之将至。长日如年,昏沉虚度。软痈一朵,人人病夫。此时非有极大之震动,极烈之改革,唤醒四万万人之沉梦,亡国奴之官衔,行见人人欢然戴而不自知耳。和平改革既为事理既为事理所必无,次之则无规则之大乱,予人民以深创钜痛,使至于绝地,而顿易其忘国之观念,是亦无可奈何之希望。故大乱者,突今日救中国之妙药也。呜呼!爱国之志士乎!救国之健儿乎!和平已无可望矣!国危如是,男儿死耳!好自为之,毋令黄祖呼佞而巳。